# Hammarsjön (Döderhults socken, Småland)
Hammarsjön är en sjö i Oskarshamns kommun i Småland och ingår i Emåns huvudavrinningsområde. Sjön är 10,5 meter djup, har en yta på 1,18 kvadratkilometer och är belägen 43,1 meter över havet. Sjön avvattnas av vattendraget Lillån (Hammarsboån).

## Delavrinningsområde
Hammarsjön ingår i det delavrinningsområde (634729-152726) som SMHI kallar för Utloppet av Hammarsjön. Medelhöjden är 54 meter över havet och ytan är 8,87 kvadratkilometer. Räknas de 2 avrinningsområdena uppströms in blir den ackumulerade arean 101,62 kvadratkilometer. Lillån (Hammarsboån) som avvattnar avrinningsområdet har biflödesordning 2, vilket innebär att vattnet flödar genom totalt 2 vattendrag innan det når havet efter 25 kilometer. Avrinningsområdet består mestadels av skog (78 procent). Avrinningsområdet har 1,19 kvadratkilometer vattenytor vilket ger det en sjöprocent på 13,4 procent.